# Premi e riconoscimenti di Whitney Houston
La cantautrice statunitense Whitney Houston ha ottenuto durante la sua carriera artistica oltre 657 premi e riconoscimenti per il suo talento e successo planetario, rendendola una delle artiste più premiate nella storia della musica.

## 1985
| Awards show                         | Nomination                   | Categoria                       | Risultato       |
| ----------------------------------- | ---------------------------- | ------------------------------- | --------------- |
| The 18th NAACP Image Awards         | Whitney Houston              | Nuovo artista emergente         | Vincitore/trice |
| 1985 Billboard Number One Awards[A] | Whitney Houston              | Top Black Artist of the Year    | Candidato/a     |
| 1985 Billboard Number One Awards[A] | Whitney Houston              | New Pop Artist                  | Vincitore/trice |
| 1985 Billboard Number One Awards[A] | Whitney Houston              | New Black Artist                | Vincitore/trice |
| 1985 Billboard Number One Awards[A] | Whitney Houston              | Top Pop Album Artist - Female   | Candidato/a     |
| 1985 Billboard Number One Awards[A] | Whitney Houston              | Top Pop Singles Artist - Female | Candidato/a     |
| 1985 Billboard Number One Awards[A] | Whitney Houston              | Top Black Album                 | Candidato/a     |
| 1985 Billboard Number One Awards[A] | Whitney Houston              | Top Black Album Artist          | Candidato/a     |
| 1985 Billboard Number One Awards[A] | Whitney Houston              | Top Black Singles Artist        | Candidato/a     |
| 1985 Billboard Number One Awards[A] | "You Give Good Love"         | Top Black Single                | Candidato/a     |
| 1985 Billboard Number One Awards[A] | "Saving All My Love for You" | Top Black Single                | Candidato/a     |

Note:
- A^ I Billboard Music Award, basati sulle classifiche di fine anno del magazine Billboard, si erano svolti non prima del 1990. 'Candidato' significa che la Houston o il brano candidato era collocato nella Top 5, i primi 5 candidati in una categoria agli Awards sulle classifiche di fine anno.

## 1986
| Awards show                                                                                 | Nomination                    | Categoria                                                        | Risultato       |
| ------------------------------------------------------------------------------------------- | ----------------------------- | ---------------------------------------------------------------- | --------------- |
| American Music Award                                                                        | Whitney Houston               | Favorite Pop/Rock Female Artist                                  | Candidato/a     |
| American Music Award                                                                        | Whitney Houston               | Favorite Soul/R&B Female Artist                                  | Candidato/a     |
| American Music Award                                                                        | Whitney Houston               | Favorite Soul/R&B Album                                          | Candidato/a     |
| American Music Award                                                                        | "You Give Good Love"          | Favorite Soul/R&B Single                                         | Vincitore/trice |
| American Music Award                                                                        | Whitney Houston               | Favorite Soul/R&B Video Artist                                   | Candidato/a     |
| American Music Award                                                                        | "Saving All My Love for You"  | Favorite Soul/R&B Video                                          | Vincitore/trice |
| Grammy Awards                                                                               | Whitney Houston               | Album of the Year                                                | Candidato/a     |
| Grammy Awards                                                                               | "Saving All My Love for You"  | Best Pop Vocal Performance, Female                               | Vincitore/trice |
| Grammy Awards                                                                               | "You Give Good Love"          | Best R&B Vocal Performance, Female                               | Candidato/a     |
| The NARM 1985-1986 Best Seller Awards (The National Association of Recording Merchandisers) | Whitney Houston               | Best-selling Album by a New Artist                               | Vincitore/trice |
| The NARM 1985-1986 Best Seller Awards (The National Association of Recording Merchandisers) | Whitney Houston               | Best-selling Black Music Album by a Female Artist                | Vincitore/trice |
| MTV Video Music Awards                                                                      | "How Will I Know"             | Best Female Video                                                | Vincitore/trice |
| MTV Video Music Awards                                                                      | "How Will I Know"             | Best New Artist in a Video                                       | Candidato/a     |
| Emmy Awards                                                                                 | The 28th Annual Grammy Awards | Outstanding Individual Performance in a Variety or Music Program | Vincitore/trice |
| The 8th American Black Achievement Awards                                                   | Whitney Houston               | The Music Award                                                  | Candidato/a     |
| The 19th NAACP Image Awards                                                                 | Whitney Houston               | Outstanding Female Recording Artist                              | Candidato/a     |
| 1986 Billboard The Year in Music & Video[A] (Year-End Charts: Number One Awards)            | Whitney Houston (herself)     | Top Pop Artist of the Year                                       | Vincitore/trice |
| 1986 Billboard The Year in Music & Video[A] (Year-End Charts: Number One Awards)            | Whitney Houston (herself)     | Top Black Artist of the Year                                     | Candidato/a     |
| 1986 Billboard The Year in Music & Video[A] (Year-End Charts: Number One Awards)            | Whitney Houston               | Top Pop Album                                                    | Vincitore/trice |
| 1986 Billboard The Year in Music & Video[A] (Year-End Charts: Number One Awards)            | Whitney Houston               | Top Pop Album Artist                                             | Vincitore/trice |
| 1986 Billboard The Year in Music & Video[A] (Year-End Charts: Number One Awards)            | Whitney Houston               | Top Pop Album Artist ― Female                                    | Vincitore/trice |
| 1986 Billboard The Year in Music & Video[A] (Year-End Charts: Number One Awards)            | Whitney Houston               | Top Pop Singles Artist ― Female                                  | Candidato/a     |
| 1986 Billboard The Year in Music & Video[A] (Year-End Charts: Number One Awards)            | Whitney Houston               | Top Black Album                                                  | Vincitore/trice |
| 1986 Billboard The Year in Music & Video[A] (Year-End Charts: Number One Awards)            | Whitney Houston               | Top Black Album Artist                                           | Vincitore/trice |
| 1986 Billboard The Year in Music & Video[A] (Year-End Charts: Number One Awards)            | Whitney Houston               | Top Adult Contemporary Artist                                    | Candidato/a     |
| 1986 Billboard The Year in Music & Video[A] (Year-End Charts: Number One Awards)            | The #1 Video Hits             | Top Music Videocassette                                          | Candidato/a     |
| 1986 Billboard The Year in Music & Video[A] (Year-End Charts: Number One Awards)            | Whitney Houston               | Top Pop Compact Disc                                             | Candidato/a     |

## 1987
| Awards show                                                                      | Nomination                                   | Categoria                                             | Risultato       |
| -------------------------------------------------------------------------------- | -------------------------------------------- | ----------------------------------------------------- | --------------- |
| American Music Award                                                             | Whitney Houston                              | Favorite Pop/Rock Female Artist                       | Vincitore/trice |
| American Music Award                                                             | Whitney Houston                              | Favorite Pop/Rock Album                               | Vincitore/trice |
| American Music Award                                                             | Whitney Houston                              | Favorite Pop/Rock Female Video Artist                 | Candidato/a     |
| American Music Award                                                             | Whitney Houston                              | Favorite Soul/R&B Female Artist                       | Vincitore/trice |
| American Music Award                                                             | Whitney Houston                              | Favorite Soul/R&B Album                               | Vincitore/trice |
| American Music Award                                                             | Whitney Houston                              | Favorite Soul/R&B Female Video Artist                 | Candidato/a     |
| American Music Award                                                             | "Greatest Love of All"                       | Favorite Soul/R&B Video Single                        | Vincitore/trice |
| 1987 BRIT Awards (formerly "BPI Awards")                                         | Whitney Houston                              | Best International Solo Artist                        | Vincitore/trice |
| Grammy Awards                                                                    | "Greatest Love of All"                       | Record of the Year                                    | Candidato/a     |
| The 13th People's Choice Awards                                                  | Whitney Houston                              | Favorite Female Musical Performer (tied with Madonna) | Vincitore/trice |
| The 1st Soul Train Music Awards                                                  | Whitney Houston                              | Best Album of the Year, Female                        | Candidato/a     |
| The 1st Soul Train Music Awards                                                  | "Greatest Love of All"                       | Best Single, Female                                   | Candidato/a     |
| The 9th American Black Achievement Awards[B]                                     | Whitney Houston                              | The Music Award (shared with Luther Vandross)         | Vincitore/trice |
| The 20th NAACP Image Awards                                                      | Whitney                                      | Outstanding Female Recording Artist                   | Candidato/a     |
| 1987 Billboard The Year in Music & Video[A] (Year-End Charts: Number One Awards) | Whitney Houston                              | Top Pop Artist of the Year                            | Candidato/a     |
| 1987 Billboard The Year in Music & Video[A] (Year-End Charts: Number One Awards) | Whitney Houston                              | Top Pop Album Artist                                  | Candidato/a     |
| 1987 Billboard The Year in Music & Video[A] (Year-End Charts: Number One Awards) | Whitney Houston                              | Top Pop Singles Artist                                | Candidato/a     |
| 1987 Billboard The Year in Music & Video[A] (Year-End Charts: Number One Awards) | "I Wanna Dance with Somebody (Who Loves Me)" | Top Pop Single                                        | Candidato/a     |
| 1987 Billboard The Year in Music & Video[A] (Year-End Charts: Number One Awards) | Whitney Houston                              | Top Pop Album Artist ― Female                         | Vincitore/trice |
| 1987 Billboard The Year in Music & Video[A] (Year-End Charts: Number One Awards) | Whitney Houston                              | Top Pop Singles Artist ― Female                       | Candidato/a     |
| 1987 Billboard The Year in Music & Video[A] (Year-End Charts: Number One Awards) | "I Wanna Dance with Somebody (Who Loves Me)" | Top Hot Crossover Single                              | Candidato/a     |
| 1987 Billboard The Year in Music & Video[A] (Year-End Charts: Number One Awards) | Whitney Houston                              | Top Hot Crossover Artist                              | Candidato/a     |
| 1987 Billboard The Year in Music & Video[A] (Year-End Charts: Number One Awards) | Whitney Houston                              | Top Adult Contemporary Artist                         | Candidato/a     |

Note:
- B^ Il Music Award per il contributo più creativo e duraturo di un cantante in un'esibizione live o come artista di registrazione. La Houston ricevette l'award per il suo album, Whitney, il primo album di debutto alla numero 1 di una cantante, sulle classifiche musicali con la hit "I wanna Dance with Somebody (Who Loves Me)".[40]

## 1988
| Awards show o evento                                                             | Nomination                                   | Categoria                                               | Risultato       |
| -------------------------------------------------------------------------------- | -------------------------------------------- | ------------------------------------------------------- | --------------- |
| American Music Awards                                                            | Whitney Houston                              | Favorite Pop/Rock Female Artist                         | Vincitore/trice |
| American Music Awards                                                            | "I Wanna Dance with Somebody (Who Loves Me)" | Favorite Pop/Rock Single                                | Vincitore/trice |
| American Music Awards                                                            | Whitney Houston                              | Favorite Soul/R&B Female Artist                         | Candidato/a     |
| Brit Awards (formerly "BPI Awards")                                              | Whitney Houston                              | Best International Solo Artist                          | Candidato/a     |
| Grammy Awards                                                                    | Whitney                                      | Album of the Year                                       | Candidato/a     |
| Grammy Awards                                                                    | "I Wanna Dance with Somebody (Who Loves Me)" | Best Pop Vocal Performance, Female                      | Vincitore/trice |
| Grammy Awards                                                                    | "For the Love of You"                        | Best R&B Vocal Performance, Female                      | Candidato/a     |
| People's Choice Awards                                                           | Whitney Houston                              | Favorite Female Musical Performer                       | Vincitore/trice |
| The 2nd Soul Train Music Awards                                                  | Whitney                                      | Best R&B Album of the Year, Femminile                   | Vincitore/trice |
| The 2nd Soul Train Music Awards                                                  | "I Wanna Dance with Somebody (Who Loves Me)" | Best Music Video                                        | Candidato/a     |
| National Urban Coalition[C]                                                      | —                                            | Distinguished Artist/Humanitarian Award                 | Vincitore/trice |
| Grambling State University[D]                                                    | —                                            | Honorary Doctorate of Humane Letters                    | Vincitore/trice |
| American Dental Hygienists' Association                                          | —                                            | America's Greatest Smiles                               | Vincitore/trice |
| The 1st Garden State Music Awards                                                | Whitney Houston                              | Best Female Vocalist, Rock/Pop                          | Vincitore/trice |
| The 1st Garden State Music Awards                                                | Whitney                                      | Best Album, Rock/Pop                                    | Vincitore/trice |
| The 1st Garden State Music Awards                                                | "So Emotional"                               | Best Single, Rock/Pop                                   | Vincitore/trice |
| The 1st Garden State Music Awards                                                | Whitney Houston                              | Best Female Vocalist, R&B/Dance                         | Vincitore/trice |
| The 1st Garden State Music Awards                                                | Whitney                                      | Best Album, R&B/Dance                                   | Vincitore/trice |
| The 1st Garden State Music Awards                                                | "So Emotional"                               | Best Single, R&B/Dance                                  | Vincitore/trice |
| The 1st Garden State Music Awards                                                | "I Wanna Dance with Somebody (Who Loves Me)" | Best Music Video                                        | Vincitore/trice |
| The 10th American Black Achievement Awards                                       | Whitney Houston                              | The Music Award                                         | Candidato/a     |
| BRAVO magazine's Bravo Otto[E]                                                   | —                                            | Beste Sängerin (Best Female Singer) ― Silver Otto Award | Vincitore/trice |
| Rennbahn Express magazine's starwahl                                             | —                                            | Goldener Pinguin Award ― Best Female Singer             | Vincitore/trice |
| 1988 Billboard The Year in Music & Video[A] (Year-End Charts: Number One Awards) | Whitney Houston                              | Top Black Artist of the Year                            | Candidato/a     |
| 1988 Billboard The Year in Music & Video[A] (Year-End Charts: Number One Awards) | Whitney Houston                              | Top Pop Singles Artist                                  | Candidato/a     |
| 1988 Billboard The Year in Music & Video[A] (Year-End Charts: Number One Awards) | Whitney Houston                              | Top Pop Album Artist ― Female                           | Candidato/a     |
| 1988 Billboard The Year in Music & Video[A] (Year-End Charts: Number One Awards) | Whitney Houston                              | Top Pop Singles Artist ― Female                         | Vincitore/trice |
| 1988 Billboard The Year in Music & Video[A] (Year-End Charts: Number One Awards) | Whitney                                      | Top Black Album                                         | Candidato/a     |
| 1988 Billboard The Year in Music & Video[A] (Year-End Charts: Number One Awards) | Whitney Houston                              | Top Black Album Artist                                  | Candidato/a     |
| 1988 Billboard The Year in Music & Video[A] (Year-End Charts: Number One Awards) | "So Emotional" (Remix)                       | Top Dance Club Play Single                              | Candidato/a     |
| 1988 Billboard The Year in Music & Video[A] (Year-End Charts: Number One Awards) | Whitney Houston                              | Top Dance Club Play Artist                              | Candidato/a     |
| 1988 Billboard The Year in Music & Video[A] (Year-End Charts: Number One Awards) | "Where Do Broken Hearts Go"                  | Top Adult Contemporary Single                           | Candidato/a     |
| 1988 Billboard The Year in Music & Video[A] (Year-End Charts: Number One Awards) | Whitney Houston                              | Top Adult Contemporary Artists                          | Candidato/a     |
| 1988 Billboard The Year in Music & Video[A] (Year-End Charts: Number One Awards) | Whitney Houston                              | Top Hot Crossover Artists                               | Candidato/a     |

Note:
- C^ La Houston ottenne l'Award per le sue molte azioni umanitarie quali ad esempio l'annuncio di servizio pubblico, "Say Yes To A Yooungster's Future,"  di incoraggiamento ai neri e ad altre minoranze di giovani a studiare scienza e matematica, e per la partecipazione su un album Artista Records, The Door to Their Dreams/Arista's 1988 Black Music Month Collection, il ricavato andò al United Negro College Fund in aiuto agli studenti neri.[50]
- D^ Ricevette il Dottorato onorario per il suo contributo alle arti attraverso la musica.[58]
- E^ BRAVO  è il più diffuso magazine nella sfera linguistica tedesca. Dal 1957, la rivista ha distribuito i suoi awards "Bravo Otto" basati sul voto dei lettori in categorie differenti ogni anno.

## 1989
| Awards show                             | Nomination                  | Categoria                                  | Risultato       |
| --------------------------------------- | --------------------------- | ------------------------------------------ | --------------- |
| American Music Award                    | Whitney Houston             | Favorite Pop/Rock Female Artist            | Vincitore/trice |
| American Music Award                    | Whitney Houston             | Favorite Soul/R&B Female Artist            | Vincitore/trice |
| Grammy Awards                           | "One Moment in Time"        | Best Pop Vocal Performance, Female         | Candidato/a     |
| People's Choice Awards                  | Whitney Houston             | Favorite Female Musical Performer          | Vincitore/trice |
| The 3rd Soul Train Music Awards         | "Where Do Broken Hearts Go" | Best R&B/Urban Contemporary Single, Female | Candidato/a     |
| The 2nd Nickelodeon Kids' Choice Awards | Whitney Houston             | Favorite Female Singer                     | Candidato/a     |

## 1990
| Awards show                                             | Nomination                                                                 | Categoria                                                                 | Risultato       |
| ------------------------------------------------------- | -------------------------------------------------------------------------- | ------------------------------------------------------------------------- | --------------- |
| Grammy Awards                                           | "It Isn't, It Wasn't, It Ain't Never Gonna Be" (Duet with Aretha Franklin) | Best R&B Performance by a Duo or Group with Vocal                         | Candidato/a     |
| The 46th United Negro College Fund Awards[F]            | —                                                                          | The Frederick D. Patterson Award                                          | Vincitore/trice |
| The Points of Light Institute (George Bush)[G]          | —                                                                          | Appointed by George Bush as the first Points of Light Contributing Leader | Vincitore/trice |
| The 21st Songwriters Hall of Fame Induction & Awards[H] | —                                                                          | Howie Richmond Hitmaker Award                                             | Vincitore/trice |
| The 4th Essence Awards                                  | —                                                                          | The Essence Award for the Performing Arts                                 | Vincitore/trice |

Note:
- F^ La Houston fu onorata per la sua dedica all'istruzione superiore dei neri.[65]
- G^ Fu un ruolo in cui lei accompagnò il Presidente (George H. W. Bush) a chiamare tutti gli americani ad essere attivi nel risolvere i problemi della comunità, e inoltre riconobbe esemplari i progetti di servizio pubblico e sfidò altri artisti a mandare avanti il movimento di servizio comunitario Points of Light.[66]
- H^ Questo award è nello specifico adattato per artisti o "creatori di star" nell'industria della musica che sono stati responsabili per un sostanziale numero di hits per un esteso periodo di tempo e che riconoscono l'importanza delle canzoni e dei loro scrittori.[70]

## 1991
| Awards show o evento                          | Nomination                | Categoria                          | Risultato       |
| --------------------------------------------- | ------------------------- | ---------------------------------- | --------------- |
| The 8th American Cinema Awards                | —                         | The Musical Performer of the Year  | Vincitore/trice |
| The 33rd Grammy Awards                        | "I'm Your Baby Tonight"   | Best Pop Vocal Performance, Female | Candidato/a     |
| 1991 BRIT Awards                              | Whitney Houston           | Best International Female Artist   | Candidato/a     |
| The 13th American Black Achievement Awards[I] | Whitney Houston           | The Music Award                    | Vincitore/trice |
| The 2nd Billboard Music Awards                | Whitney Houston           | Top Album Artists ― Female         | Candidato/a     |
| The 2nd Billboard Music Awards                | Whitney Houston           | Top Pop Singles Artist             | Candidato/a     |
| The 2nd Billboard Music Awards                | Whitney Houston           | Top Pop Singles Artist ― Female    | Candidato/a     |
| The 2nd Billboard Music Awards                | Whitney Houston           | Top R&B Artist                     | Vincitore/trice |
| The 2nd Billboard Music Awards                | I'm Your Baby Tonight     | Top R&B Album                      | Vincitore/trice |
| The 2nd Billboard Music Awards                | Whitney Houston           | Top R&B Album Artist               | Vincitore/trice |
| The 2nd Billboard Music Awards                | Whitney Houston           | Top R&B Singles Artist             | Vincitore/trice |
| The 2nd Billboard Music Awards                | "All the Man That I Need" | Top Adult Contemporary Single      | Candidato/a     |

Note:
- I^ Alla Houston fu presentato questo award per i suoi traguardi come vincitrice di award in registrazione, performance e video artist, per il suo tour di successo I'm Your Baby Tonight World Tour, per il video e singolo di migliore vendita di "The Star-Spangled Banner" cantato al Super Bowl XXV e per il suo album multi-platino, I'm Your Baby Tonight.[74]

## 1992
| Awards show                                                        | Nomination                                            | Categoria                                | Risultato       |
| ------------------------------------------------------------------ | ----------------------------------------------------- | ---------------------------------------- | --------------- |
| The 26th NAACP Image Awards                                        | HBO Presents Welcome Home Heroes with Whitney Houston | Outstanding Variety Series or Special    | Candidato/a     |
| The 26th NAACP Image Awards                                        | "I'm Your Baby Tonight"                               | Outstanding Female Artist                | Candidato/a     |
| The 13th CableACE Awards                                           | HBO Presents Welcome Home Heroes with Whitney Houston | Performance in a Music Special or Series | Vincitore/trice |
| The 13th CableACE Awards                                           | HBO Presents Welcome Home Heroes with Whitney Houston | Music Special                            | Candidato/a     |
| The 19th American Music Awards                                     | Whitney Houston                                       | Favorite Pop/Rock Female Artist          | Candidato/a     |
| The 19th American Music Awards                                     | Whitney Houston                                       | Favorite Soul/R&B Female Artist          | Candidato/a     |
| The 19th American Music Awards                                     | I'm Your Baby Tonight                                 | Favorite Soul/R&B Album                  | Candidato/a     |
| The 19th American Music Awards                                     | Whitney Houston                                       | Favorite Adult Contemporary Artist       | Candidato/a     |
| The 19th American Music Awards                                     | I'm Your Baby Tonight                                 | Favorite Adult Contemporary Album        | Candidato/a     |
| The 34th Grammy Awards                                             | "All the Man That I Need"                             | Best Pop Vocal Performance, Female       | Candidato/a     |
| The 6th Soul Train Music Awards                                    | I'm Your Baby Tonight                                 | Best R&B/Soul Album, Female              | Candidato/a     |
| The 6th Soul Train Music Awards                                    | "All the Man That I Need"                             | Best R&B/Soul Single, Female             | Candidato/a     |
| The 8th Carousel of Hope Ball (The Children's Diabetes Foundation) | —                                                     | Brass Ring Award                         | Vincitore/trice |

## 1993
- La Houston ricevette 14 Billboard, alla quarta edizione dei Billboard Music Awards dove la Houston raggiunse il Record di 11 award.

| Awards show                       | Nomination               | Categoria                                                        | Risultato       |
| --------------------------------- | ------------------------ | ---------------------------------------------------------------- | --------------- |
| The 35th Grammy Awards            | "I Belong to You"        | Best R&B Vocal Performance, Female                               | Candidato/a     |
| The 7th Soul Train Music Awards   | "I Will Always Love You" | Best R&B/Soul Single, Female                                     | Vincitore/trice |
| The 19th People's Choice Awards   | Whitney Houston          | Favorite Female Musical Performer                                | Vincitore/trice |
| The 19th People's Choice Awards   | "I Will Always Love You" | Favorite New Music Video                                         | Vincitore/trice |
| The 19th People's Choice Awards   | The Bodyguard            | Favorite Actress in a Dramatic Motion Picture                    | Candidato/a     |
| The 2nd MTV Movie Awards          | The Bodyguard            | Best Movie                                                       | Candidato/a     |
| The 2nd MTV Movie Awards          | The Bodyguard            | Best Female Performance                                          | Candidato/a     |
| The 2nd MTV Movie Awards          | The Bodyguard            | Best Breakthrough Performance                                    | Candidato/a     |
| The 2nd MTV Movie Awards          | The Bodyguard            | Best On-Screen Duo (with Kevin Costner)                          | Candidato/a     |
| The 2nd MTV Movie Awards          | "I Will Always Love You" | Best Song From A Movie                                           | Vincitore/trice |
| The 5th Billboard Music Awards[J] | Whitney Houston          | ★Hot 100 Singles Artist                                          | Vincitore/trice |
| The 5th Billboard Music Awards[J] | "I Will Always Love You" | ★Hot 100 Single                                                  | Vincitore/trice |
| The 5th Billboard Music Awards[J] | Whitney Houston          | ★Hot R&B Singles Artist                                          | Vincitore/trice |
| The 5th Billboard Music Awards[J] | "I Will Always Love You" | ★Hot R&B Single                                                  | Vincitore/trice |
| The 5th Billboard Music Awards[J] | The Bodyguard Soundtrack | ★Top Billboard 200 Album (Top Album of the Year)                 | Vincitore/trice |
| The 5th Billboard Music Awards[J] | The Bodyguard Soundtrack | ★Top R&B Album                                                   | Vincitore/trice |
| The 5th Billboard Music Awards[J] | The Bodyguard Soundtrack | ★Top Soundtrack Album                                            | Vincitore/trice |
| The 5th Billboard Music Awards[J] | The Bodyguard Soundtrack | ★Album Most Weeks at #1 for 20 weeks (Special Award)             | Vincitore/trice |
| The 5th Billboard Music Awards[J] | "I Will Always Love You" | ★Single Most Weeks at #1 for 14 weeks (Special Award)            | Vincitore/trice |
| The 5th Billboard Music Awards[J] | Whitney Houston          | ★#1 World Artist                                                 | Vincitore/trice |
| The 5th Billboard Music Awards[J] | "I Will Always Love You" | ★#1 World Single                                                 | Vincitore/trice |
| The 5th Billboard Music Awards[J] | Whitney Houston          | Hot Adult Contemporary Artist                                    | Candidato/a     |
| The 5th Billboard Music Awards[J] | Whitney Houston          | Hot 100 Singles Artist ― Female (Whitney Houston)                | Vincitore/trice |
| The 5th Billboard Music Awards[J] | "I Will Always Love You" | Hot 100 Singles Sales                                            | Vincitore/trice |
| The 5th Billboard Music Awards[J] | "I Will Always Love You" | Hot R&B Singles Sales                                            | Vincitore/trice |
| Smash Hits Poll Winners Party     | Whitney Houston          | Best Female Artist                                               | Vincitore/trice |
| BRAVO Magazine's Bravo Otto       | —                        | Best Actress - Silver Otto Award                                 | Vincitore/trice |
| BRAVO Magazine's Bravo Otto       | —                        | Best Female Singer - Silver Otto Award                           | Vincitore/trice |
| The 7th Japan Gold Disc Awards    | The Bodyguard Soundtrack | グランプリ・アルバム賞 (Album of the Year, International)        | Vincitore/trice |
| The 7th Japan Gold Disc Awards    | The Bodyguard Soundtrack | アルバム賞 ― 企画 (Compilation Album of the Year, International) | Vincitore/trice |
| The 7th Japan Gold Disc Awards    | "I Will Always Love You" | グランプリ・シングル賞 (Single of the Year, International)       | Vincitore/trice |

Note:
- J^ il simbolo  ★ rappresenta gli award che Whitney ha ricevuto nello show, altri tre award senza il simbolo ★ sono i suoi extra #1-ranked-categories nella classifica di fine 1993 della rivista  Billboard.

## 1994
- Alla ventunesima edizione degli American Music Awards, la Houston piazzò un record diventando la prima Artista femminile con più vincite in una notte, con un totale di 8 award. La Houston quindi pareggia con Michael Jackson, che vinse 8 award nel 1984, esattamente 10 anni dopo. Alla sesta edizione dei World Music Awards, la Houston vinse 6 award durante la cerimonia.

| Awards show evento                                                                                  | Nomination               | Categoria                                                  | Risultato       |
| --------------------------------------------------------------------------------------------------- | ------------------------ | ---------------------------------------------------------- | --------------- |
| The 26th NAACP Image Awards                                                                         | —                        | Entertainer of the Year                                    | Vincitore/trice |
| The 26th NAACP Image Awards                                                                         | The Bodyguard Soundtrack | Outstanding Female Artist                                  | Vincitore/trice |
| The 26th NAACP Image Awards                                                                         | The Bodyguard Soundtrack | Outstanding Album                                          | Vincitore/trice |
| The 26th NAACP Image Awards                                                                         | The Bodyguard Soundtrack | Esordiente Soundtrack Album, Film or TV                    | Vincitore/trice |
| The 26th NAACP Image Awards                                                                         | "I'm Every Woman"        | Outstanding Music Video                                    | Vincitore/trice |
| The 26th NAACP Image Awards                                                                         | The Bodyguard            | Outstanding Lead Actress in a Motion Picture               | Candidato/a     |
| The 21st American Music Awards                                                                      | The Bodyguard Soundtrack | Favorite Pop/Rock Album                                    | Vincitore/trice |
| The 21st American Music Awards                                                                      | "I Will Always Love You" | Favorite Pop/Rock Single                                   | Vincitore/trice |
| The 21st American Music Awards                                                                      | Whitney Houston          | Favorite Pop/Rock Female Artist                            | Vincitore/trice |
| The 21st American Music Awards                                                                      | The Bodyguard Soundtrack | Favorite Soul/R&B Album                                    | Vincitore/trice |
| The 21st American Music Awards                                                                      | "I Will Always Love You" | Favorite Soul/R&B Single                                   | Vincitore/trice |
| The 21st American Music Awards                                                                      | Whitney Houston          | Favorite Soul/R&B Female Artist                            | Vincitore/trice |
| The 21st American Music Awards                                                                      | The Bodyguard Soundtrack | Favorite Adult Contemporary Album                          | Vincitore/trice |
| The 21st American Music Awards                                                                      | Whitney Houston          | Favorite Adult Contemporary Artist                         | Candidato/a     |
| The 21st American Music Awards                                                                      | —                        | Award of Merit[K] (Special Award)                          | Vincitore/trice |
| 1994 BRIT Awards                                                                                    | The Bodyguard Soundtrack | Best Soundtrack/Cast Recording                             | Vincitore/trice |
| The 36th Grammy Awards                                                                              | The Bodyguard Soundtrack | Album of the Year                                          | Vincitore/trice |
| The 36th Grammy Awards                                                                              | "I Will Always Love You" | Record of the Year                                         | Vincitore/trice |
| The 36th Grammy Awards                                                                              | "I Will Always Love You" | Best Pop Vocal Performance, Female                         | Vincitore/trice |
| The 36th Grammy Awards                                                                              | "I'm Every Woman"        | Best R&B Vocal Performance, Female                         | Candidato/a     |
| The 8th Soul Train Music Awards                                                                     | —                        | Sammy Davis, Jr. Award as Entertainer of the Year          | Vincitore/trice |
| The 8th Soul Train Music Awards                                                                     | "I Will Always Love You" | Best R&B Song of the Year                                  | Vincitore/trice |
| The 8th Soul Train Music Awards                                                                     | "I Have Nothing"         | Best R&B Single, Female                                    | Candidato/a     |
| The 24th Juno Awards                                                                                | The Bodyguard Soundtrack | Best Selling Album - Foreign or Domestic                   | Vincitore/trice |
| The 10th Communications Awards Dinner (The National Association of Black Owned Broadcasters, NABOB) | —                        | Entertainer of the Year                                    | Vincitore/trice |
| The NARM 1993-1994 Best Seller Awards (The National Association of Recording Merchandisers)         | The Bodyguard Soundtrack | Best-selling Soundtrack                                    | Vincitore/trice |
| The 15th American Black Achievement Awards                                                          | Whitney Houston          | The Music Award                                            | Candidato/a     |
| The 6th World Music Awards                                                                          | —                        | World's Best Selling Overall Recording Artist              | Vincitore/trice |
| The 6th World Music Awards                                                                          | —                        | World's Best Selling Pop Artist of the Year                | Vincitore/trice |
| The 6th World Music Awards                                                                          | —                        | World's Best Selling R&B Artist of the Year                | Vincitore/trice |
| The 6th World Music Awards                                                                          | —                        | World's Best Selling American Recording Artist of the Year | Vincitore/trice |
| The 6th World Music Awards                                                                          | —                        | World's Best Selling Female Recording Artist of the Era    | Vincitore/trice |
| The 8th Japan Gold Disc Awards[L]                                                                   | The Bodyguard Soundtrack | 特別賞 (Special Award, International)                      | Vincitore/trice |
| The 8th Japan Gold Disc Awards[L]                                                                   | "I Will Always Love You" | 特別賞 (Special Award, International)                      | Vincitore/trice |
| Harris Poll (Harris Interactive)                                                                    | —                        | #1 Favorite Singer/Musician or Musical Group               | Vincitore/trice |

Note:
- K^ La Houston ricevette l'award "di riconoscimento dei suoi contributi inediti all'intrattenimento musicale del pubblico americano".
- L^ Award Speciale - questo award è presentato dal Recording Industry Association of Japan (RIAJ) al prodotto che prima rilasciò quell'anno, vendite sopra un milione o più alto di un prodotto che ottiene l'award nella stessa categoria nell'anno.

## 1995
| Awards show o evento                             | Nomination                                  | Categoria                                         | Risultato       |
| ------------------------------------------------ | ------------------------------------------- | ------------------------------------------------- | --------------- |
| The 21st People's Choice Awards                  | Whitney Houston                             | Favorite Female Musical Performer                 | Candidato/a     |
| The 2nd VH1 Honors[M]                            | —                                           | VH1 Honors Award                                  | Vincitore/trice |
| Soul Train 25th Anniversary Hall Of Fame Special | Inductee                                    | Soul Train Hall of Fame                           | Vincitore/trice |
| The 2nd International Achievement in Arts Awards | —                                           | Distinguished Achievement in Music and Film/Video | Vincitore/trice |
| The 17th CableACE Awards                         | Whitney, The Concert For A New South Africa | Performance in a Music Special or Series          | Candidato/a     |
| The 17th CableACE Awards                         | VH-1 Honors With CeCe Winans                | Performance in a Music Special or Series          | Candidato/a     |

Note:
- M^ La Houston si aggiudicò l'award per le sue opere di beneficenza con la Whitney Houston Foundation for Children, Inc.

## 1996
| Awards show o evento                                                                        | Nomination                     | Categoria                                                                                  | Risultato       |
| ------------------------------------------------------------------------------------------- | ------------------------------ | ------------------------------------------------------------------------------------------ | --------------- |
| The 22nd People's Choice Awards                                                             | Whitney Houston                | Favorite Female Musical Performer                                                          | Candidato/a     |
| The 10th Soul Train Music Awards                                                            | "Exhale (Shoop Shoop)"         | Best R&B/Soul Single, Female                                                               | Vincitore/trice |
| The 10th Soul Train Music Awards                                                            | "Exhale (Shoop Shoop)"         | Best R&B/Soul or Rap Song of the Year                                                      | Candidato/a     |
| The NARM 1995-1996 Best Seller Awards (The National Association of Recording Merchandisers) | Waiting to Exhale Soundtrack   | Best-selling Soundtrack Recording                                                          | Vincitore/trice |
| The 27th NAACP Image Awards                                                                 | Waiting to Exhale              | Outstanding Motion Picture                                                                 | Vincitore/trice |
| The 27th NAACP Image Awards                                                                 | Waiting to Exhale              | Outstanding Lead Actress in a Motion Picture                                               | Candidato/a     |
| The 27th NAACP Image Awards                                                                 | VH1 Honors with CeCe Winans    | Outstanding Performance in a Variety Series/Special                                        | Candidato/a     |
| The 27th NAACP Image Awards                                                                 | Nickelodeon Kids Choice Awards | Outstanding Performance in an Educational/Informational Youth or Children's Series/Special | Candidato/a     |
| The 27th NAACP Image Awards                                                                 | "Exhale (Shoop Shoop)"         | Outstanding Female Artist                                                                  | Vincitore/trice |
| The 27th NAACP Image Awards                                                                 | "Exhale (Shoop Shoop)"         | Outstanding Song                                                                           | Vincitore/trice |
| The 27th NAACP Image Awards                                                                 | Waiting to Exhale Soundtrack   | Outstanding Soundtrack Album                                                               | Vincitore/trice |
| The 27th NAACP Image Awards                                                                 | Waiting to Exhale Soundtrack   | Outstanding Album                                                                          | Vincitore/trice |
| The 5th MTV Movie Awards                                                                    | "Exhale (Shoop Shoop)"         | Best Song From A Movie                                                                     | Candidato/a     |
| The 9th Nickelodeon Kids' Choice Awards                                                     | Whitney Houston                | Kids' Choice Hall of Fame                                                                  | Candidato/a     |
| The 2nd BET Walk of Fame[N] (BET's United Negro College Fund Gala Benefit)                  | Inductee                       | Walk of Fame                                                                               | Vincitore/trice |
| The 12th Carousel of Hope Ball                                                              | —                              | The Davises' High Hopes Award                                                              | Vincitore/trice |
| The 7th Billboard Music Awards                                                              | Waiting to Exhale Soundtrack   | Soundtrack Album of the Year                                                               | Vincitore/trice |

Note:
- N^ L'award fu creato per "riconoscere il contributo significativo degli afroamericani nell'industria dell'intrattenimento"."[124]

## 1997
| Awards show o evento                                                                        | Nomination                            | Categoria | Risultato       |
| ------------------------------------------------------------------------------------------- | ------------------------------------- | --- | --------------- |
| The 23rd People's Choice Awards                                                             | Whitney Houston                       | Favorite Female Musical Performer                                                                            | Candidato/a     |
| The 24th American Music Awards                                                              | Whitney Houston                       | Favorite Adult Contemporary Artist                                                                           | Vincitore/trice |
| The 24th American Music Awards                                                              | Waiting to Exhale Soundtrack          | Favorite Soundtrack Album                                                                                    | Vincitore/trice |
| The 28th NAACP Image Awards                                                                 | Uno sguardo dal cielo                 | Outstanding Motion Picture                                                                                   | Candidato/a     |
| The 28th NAACP Image Awards                                                                 | Uno sguardo dal cielo                 | Outstanding Lead Actress in a Motion Picture                                                                 | Vincitore/trice |
| The 28th NAACP Image Awards                                                                 | The Preacher's Wife Soundtrack        | Outstanding Gospel Artist (with Georgia Mass Choir)                                                          | Vincitore/trice |
| The 28th NAACP Image Awards                                                                 | The Preacher's Wife Soundtrack        | Outstanding Album                                                                                            | Vincitore/trice |
| The 39th Grammy Awards                                                                      | Waiting to Exhale Soundtrack          | Album of the Year                                                                                            | Candidato/a     |
| The 39th Grammy Awards                                                                      | "Count On Me" (Duet with CeCe Winans) | Best Pop Collaboration with Vocals                                                                           | Candidato/a     |
| The 39th Grammy Awards                                                                      | "Exhale (Shoop Shoop)"                | Best Female R&B Vocal Performance                                                                            | Candidato/a     |
| The 39th Grammy Awards                                                                      | "Count on Me"                         | Best Song Written for a Motion Picture, Television or Other Visual Media (with Babyface and Michael Houston) | Candidato/a     |
| The NARM 1996-1997 Best Seller Awards (The National Association of Recording Merchandisers) | The Preacher's Wife Soundtrack        | Best-selling Gospel Recording                                                                                | Vincitore/trice |
| The 3rd Blockbuster Entertainment Awards                                                    | Uno sguardo dal cielo                 | Favorite Female, Comedy/Romance                                                                              | Candidato/a     |
| The 3rd Blockbuster Entertainment Awards                                                    | The Preacher's Wife Soundtrack        | Favorite Female, R&B                                                                                         | Vincitore/trice |
| The 10th Essence Awards                                                                     | —                                     | The Triumphant Spirit Award                                                                                  | Vincitore/trice |
| The 10th Nickelodeon Kids' Choice Awards                                                    | Uno sguardo dal cielo                 | Favorite Movie Actress                                                                                       | Candidato/a     |
| The 28th Dove Awards (The Gospel Music Association)                                         | —                                     | Outstanding Mainstream Contribution to Gospel Music                                                          | Vincitore/trice |
| The 12th ASCAP Film & Television Music Awards                                               | "Count on Me"                         | Most Performed Songs, Motion Pictures (with Michael Houston)                                                 | Vincitore/trice |
| The 14th ASCAP Pop Awards                                                                   | "Count on Me"                         | ASCAP Pop Award (with Michael Houston)                                                                       | Vincitore/trice |
| The Franklin School in East Orange                                                          | —                                     | Houston's former grammar school was renamed The Whitney E. Houston Academy For Creative And Performing Arts. | Vincitore/trice |
| The 8th Billboard Music Awards                                                              | The Preacher's Wife Soundtrack        | Top Gospel Album                                                                                             | Vincitore/trice |

## 1998
| Awards show o evento                                | Nomination                                    | Categoria                                                                                  | Risultato       |
| --------------------------------------------------- | --------------------------------------------- | ------------------------------------------------------------------------------------------ | --------------- |
| The 24th People's Choice Awards                     | Whitney Houston                               | Favorite Female Musical Performer (tied with Reba McEntire)                                | Vincitore/trice |
| The 6th Trumpet Awards[O]                           | —                                             | The Pinnacle Award                                                                         | Vincitore/trice |
| The 25th American Music Awards                      | The Preacher's Wife Soundtrack                | Favorite Soundtrack                                                                        | Candidato/a     |
| The 29th NAACP Image Awards                         | "Rodgers & Hammerstein's Cinderella" (ABC)    | Outstanding Television Movie/Mini-Series                                                   | Candidato/a     |
| The 29th NAACP Image Awards                         | "Classic Whitney: Live from Washington, D.C." | Outstanding Performance in a Variety Series/Special                                        | Candidato/a     |
| The 40th Grammy Awards                              | The Preacher's Wife Soundtrack                | Best R&B Album                                                                             | Candidato/a     |
| The 40th Grammy Awards                              | "I Believe in You and Me"                     | Best Female R&B Vocal Performance                                                          | Candidato/a     |
| The 12th Soul Train Music Awards                    | —                                             | The Quincy Jones Award — for Outstanding Career Achievements in the field of entertainment | Vincitore/trice |
| The 4th Blockbuster Entertainment Awards            | The Preacher's Wife Soundtrack                | Favorite Soundtrack                                                                        | Candidato/a     |
| The 29th Dove Awards (The Gospel Music Association) | "I Go to the Rock"                            | Best Traditional Gospel Recorded Song                                                      | Vincitore/trice |
| The 50th Emmy Awards                                | "Rodgers & Hammerstein's Cinderella"          | Outstanding Variety, Music Or Comedy Special                                               | Candidato/a     |

Note:
- O^ Trumpet Awards — Gli award intendono onorare i cantanti di colore che con consistenza e longevità, hanno ispirato altri e hanno ottenuto successo nelle loro professioni scelte o carriere.[146]

## 1999
| Awards showo evento                                 | Nomination                                               | Categoria                                            | Risultato       |
| --------------------------------------------------- | -------------------------------------------------------- | ---------------------------------------------------- | --------------- |
| The 30th NAACP Image Awards                         | My Love Is Your Love                                     | Outstanding Female Artist                            | Candidato/a     |
| The 30th NAACP Image Awards                         | "When You Believe" (Duet with Mariah Carey)              | Outstanding Duo or Group                             | Vincitore/trice |
| The 30th NAACP Image Awards                         | "When You Believe" (Duet with Mariah Carey)              | Outstanding Music Video                              | Candidato/a     |
| The 30th NAACP Image Awards                         | "When You Believe" (Duet with Mariah Carey)              | Outstanding Song                                     | Candidato/a     |
| The 30th NAACP Image Awards                         | My Love Is Your Love                                     | Outstanding Album                                    | Candidato/a     |
| 1999 NCLR ALMA Awards (National Council of La Raza) | "When You Believe"(Duet with Mariah Carey)               | Outstanding Performance Of A Song For A Feature Film | Candidato/a     |
| 1999 NCLR ALMA Awards (National Council of La Raza) | "When You Believe"(Duet with Mariah Carey)               | Outstanding Music Video                              | Candidato/a     |
| The 5th Blockbuster Entertainment Awards            | Whitney Houston                                          | Faverite Female Artist, R&B                          | Candidato/a     |
| Deirdre O'Brien Child Advocacy Center[P]            | —                                                        | Child Advocate of the Year                           | Vincitore/trice |
| The 5th Soul Train Lady Of Soul Awards              | "Heartbreak Hotel" (Featuring Faith Evans & Kelly Price) | Best R&B/Soul Single (Group, Band Or Duo)            | Candidato/a     |
| The 5th Soul Train Lady Of Soul Awards              | My Love Is Your Love                                     | Best R&B/Soul Album Of The Year (Solo)               | Candidato/a     |
| The 16th MTV Video Music Awards                     | "Heartbreak Hotel" (Featuring Faith Evans & Kelly Price) | Best R&B Video                                       | Candidato/a     |
| 1999 MOBO Awards                                    | Whitney Houston                                          | Best International Act                               | Candidato/a     |
| Recording Industry Association of America           | Whitney Houston                                          | Top-selling R&B Female Artist of the Century         | Vincitore/trice |
| Recording Industry Association of America           | The Bodyguard Soundtrack                                 | Top-selling Soundtrack Album of the Century          | Vincitore/trice |
| 1999 MTV Europe Music Awards                        | Whitney Houston                                          | Best Female                                          | Candidato/a     |
| 1999 MTV Europe Music Awards                        | Whitney Houston                                          | Best R&B                                             | Vincitore/trice |
| 1999 Bambi Verleihung[Q]                            | —                                                        | Pop International                                    | Vincitore/trice |

- Brazil Dance Music Award
  - Best International Female

Note:
- P^ La Houston fu premiata per il supporto della Whitney Houston Foundation for Children, che devolse 40,000 dollari per la costruzione di una stanza di esami medici nel centro.
- Q^ Whitney Houston ricevette l'award per i suoi 20 anni di carriera rivelazione come artista musicale.[167]

## 2000
| Awards show o evento                                                | Nomination                                                 | Categoria                                                                                    | Risultato       |
| ------------------------------------------------------------------- | ---------------------------------------------------------- | -------------------------------------------------------------------------------------------- | --------------- |
| The 27th American Music Awards                                      | Whitney Houston                                            | Favorite Pop/Rock Female Artist                                                              | Candidato/a     |
| The 27th American Music Awards                                      | Whitney Houston                                            | Favorite Soul/R&B Female Artist                                                              | Candidato/a     |
| The 27th American Music Awards                                      | My Love Is Your Love                                       | Favorite Soul/R&B Album                                                                      | Candidato/a     |
| The 27th American Music Awards                                      | Whitney Houston                                            | Artist of the Decade ― 1980s (Internet poll)                                                 | Candidato/a     |
| The 1st NRJ Music Awards                                            | Whitney Houston                                            | Artiste féminine internationale de l'année (International Female Artist of the Year)         | Candidato/a     |
| The 1st NRJ Music Awards                                            | My Love Is Your Love                                       | Album international de l'année (International Album of the Year)                             | Vincitore/trice |
| The 42nd Grammy Awards                                              | "When You Believe"(Duet with Mariah Carey)                 | Best Pop Collaboration With Vocals                                                           | Candidato/a     |
| The 42nd Grammy Awards                                              | "It's Not Right But It's Okay"                             | Best Female R&B Vocal Performance                                                            | Vincitore/trice |
| The 42nd Grammy Awards                                              | "Heartbreak Hotel" (Featuring Faith Evans and Kelly Price) | Best R&B Performance by a Duo or Group with Vocal                                            | Candidato/a     |
| The 42nd Grammy Awards                                              | My Love Is Your Love                                       | Best R&B Album                                                                               | Candidato/a     |
| 2000 BRIT Awards                                                    | Whitney Houston                                            | Best International Female Artist                                                             | Candidato/a     |
| The 31st NAACP Image Awards                                         | "Heartbreak Hotel" (Featuring Faith Evans and Kelly Price) | Outstanding Female Artist                                                                    | Vincitore/trice |
| The 31st NAACP Image Awards                                         | "My Love Is Your Love"                                     | Outstanding Song                                                                             | Candidato/a     |
| The 14th Soul Train Music Awards                                    | "My Love Is Your Love"                                     | Best R&B/Soul Single, Female                                                                 | Candidato/a     |
| The 14th Soul Train Music Awards                                    | My Love Is Your Love                                       | Best R&B/Soul Album, Female                                                                  | Candidato/a     |
| The 14th Soul Train Music Awards                                    | —                                                          | The Artist of the Decade — Female, for extraordinary artistic contributions during the 1990s | Vincitore/trice |
| The 9th Echo Awards                                                 | My Love Is Your Love                                       | Künstlerin des Jahres International (Best International Female Artist)                       | Candidato/a     |
| The 15th International Dance Music Awards                           | "It's Not Right But It's Okay"                             | Best Pop 12" Dance Record                                                                    | Vincitore/trice |
| 2000 Edison Music Awards (NVPI)                                     | My Love Is Your Love                                       | Beste Zangeres Internationaal (Best International Female Artist)                             | Candidato/a     |
| The 6th Blockbuster Entertainment Awards                            | My Love Is Your Love                                       | Favorite Female Artist — R&B                                                                 | Candidato/a     |
| The 6th Blockbuster Entertainment Awards                            | "Heartbreak Hotel" (Featuring Faith Evans and Kelly Price) | Favorite Single (Internet Only)                                                              | Candidato/a     |
| The 6th Blockbuster Entertainment Awards                            | "When You Believe" (Duet with Mariah Carey)                | Favorite Song from a Movie (Internet Only)                                                   | Candidato/a     |
| The 1st HMV Harlem Walk of Fame                                     | Inductee                                                   | Walk of Fame                                                                                 | Vincitore/trice |
| The 3rd DiVi Awards (The International Recording Media Association) | Whitney: The Greatest Hits (DVD)                           | Best Music Release                                                                           | Candidato/a     |
| M6 Awards 2000                                                      | Whitney Houston                                            | Artiste Féminine Internationale de l'Année (International Female Artist of the Year)         | Candidato/a     |
| The 1st My VH1 Music Awards                                         | Whitney Houston vs. Honolulu Airport security              | Most Entertaining Public Feud                                                                | Candidato/a     |

## 2001
| Awards show o evento                     | Nomination                                            | Categoria                                                                       | Risultato       |
| ---------------------------------------- | ----------------------------------------------------- | ------------------------------------------------------------------------------- | --------------- |
| The 28th American Music Awards           | Whitney Houston                                       | Favorite Soul/R&B Female Artist                                                 | Candidato/a     |
| The 15th Soul Train Music Awards         | "Same Script, Different Cast" (Duet with Deborah Cox) | Best R&B/Soul Single, Group, Band or Duo                                        | Candidato/a     |
| The 10th Echo Awards                     | Whitney: The Greatest Hits                            | Künstlerin des Jahres International (Best International Female Rock/Pop Artist) | Candidato/a     |
| 2001 Meteor Ireland Music Awards         | Whitney: The Greatest Hits                            | Best International Female                                                       | Vincitore/trice |
| The 7th Blockbuster Entertainment Awards | Whitney: The Greatest Hits                            | Favorite Female Artist — R&B                                                    | Candidato/a     |
| The 1st BET Awards                       | Whitney Houston                                       | BET Lifetime Achievement Award                                                  | Vincitore/trice |
| The 16th Japan Gold Disc Awards          | Whitney: The Greatest Hits                            | Pop Album of the Year (International)                                           | Vincitore/trice |

## 2003
| Awards show o evento                   | Nomination      | Categoria                        | Risultato   |
| -------------------------------------- | --------------- | -------------------------------- | ----------- |
| The 8th Soul Train Lady Of Soul Awards | Just Whitney    | R&B/Soul Album of the Year, Solo | Candidato/a |
| The 1st Capital Gold Legends Awards    | Whitney Houston | Legendary Female                 | Candidato/a |

## 2004
| Awards show o evento            | Nomination                         | Categoria                                 | Risultato       |
| ------------------------------- | ---------------------------------- | ----------------------------------------- | --------------- |
| The 1st Women's World Awards[R] | Whitney Houston and Dionne Warwick | World Arts Award for Lifetime Achievement | Vincitore/trice |
| The 6th CCTV-MTV Music Honors   | Whitney Houston                    | International Outstanding Achievement     | Vincitore/trice |

Note:
- R^ Il premio fu riservato per "donne i cui traguardi hanno contribuito a rendere la società umana migliore e più pacifica."[192]

## 2005
| Awards show o evento              | Nomination      | Categoria  | Risultato       |
| --------------------------------- | --------------- | ---------- | --------------- |
| MTV's 22 Greatest Voices in Music | Whitney Houston | Rank No. 3 | Vincitore/trice |

## 2006
| Awards show o evento           | Nomination      | Categoria                                          | Risultato       |
| ------------------------------ | --------------- | -------------------------------------------------- | --------------- |
| The New Jersey Walk of Fame[S] | Whitney Houston | Inductee                                           | Vincitore/trice |
| Guinness World Records         | Whitney Houston | Most Consecutive US No. 1 Singles                  | Vincitore/trice |
| Guinness World Records         | Whitney Houston | The Most Awarded/Popular Female Artist of All Time | Vincitore/trice |

Note:
- S^ The New Jersey Walk of Fame ha onorato le vite e i traguardi di artisti straordinari che sono associati col Garden State e/o le sue istituzioni.[195]

## 2009
| Awards show o evento              | Nomination      | Categoria                     | Risultato       |
| --------------------------------- | --------------- | ----------------------------- | --------------- |
| The 22nd Soul Train Music Awards  | Whitney Houston | Best R&B/Soul Artist — Female | Candidato/a     |
| The 37th American Music Awards[T] | Whitney Houston | International Artist Award    | Vincitore/trice |

Note:
- T^ L'award fu consegnato "in riconoscimento del suo successo mondiale grazie al suo record di vendite a livello internazionale e al radio airplay nei Paesi di tutto il mondo, alle esibizioni live in giro per il mondo e alla popolarità che non conosce limiti."[199]

## 2010
| Awards show o evento        | Nomination      | Categoria                                                                       | Risultato       |
| --------------------------- | --------------- | ------------------------------------------------------------------------------- | --------------- |
| The 3rd BET Honors          | Whitney Houston | The BET Honor for Entertainment                                                 | Vincitore/trice |
| The 41st NAACP Image Awards | Whitney Houston | Outstanding Female Artist                                                       | Candidato/a     |
| The 41st NAACP Image Awards | "I Look to You" | Outstanding Music Video                                                         | Vincitore/trice |
| 2010 Echo Awards            | Whitney Houston | Künstlerin International Rock/Pop (Best International Rock/Pop Artist ― Female) | Candidato/a     |

## 2012
| Awards show o evento         | Nomination                            | Categoria                                | Risultato       |
| ---------------------------- | ------------------------------------- | ---------------------------------------- | --------------- |
| 2012 Billboard Music Awards  | Whitney Houston                       | Billboard Millennium Award               | Vincitore/trice |
| VH1                          | Whitney Houston                       | Rank 5                                   | Vincitore/trice |
| Guinness World Records       | Whitney Houston                       | Most Simultaneous Hits in United Kingdom | Vincitore/trice |
| 2012 MTV Europe Music Awards | Whitney Houston                       | Global Icon Award                        | Vincitore/trice |
| 2012 Soul Train Music Awards | "Celebrate" (Duet with Jordin Sparks) | Best Gospel/Inspirational Performance    | Vincitore/trice |

## 2013
| Awards show o evento             | Nomination                                          | Categoria                     | Risultato       |
| -------------------------------- | --------------------------------------------------- | ----------------------------- | --------------- |
| 2013 R&B Music Hall of Fame      | Whitney Houston                                     | R&B Hall of Fame              | Vincitore/trice |
| Grammy Awards                    | Whitney Houston                                     | Grammy Hall of Fame           | Vincitore/trice |
| The 44th NAACP Image Awards      | "I Look to You"                                     | Best Song                     | Vincitore/trice |
| The 44th NAACP Image Awards      | I Will Always Love You: The Best of Whitney Houston | Best Outstanding Album        | Vincitore/trice |
| 2013 Barbados Music Awards (BMA) | Whitney Houston                                     | 2013 International Icon Award | Vincitore/trice |
| The Singers Hall of Fame         | Whitney Houston                                     | Inductee                      | Vincitore/trice |
| Georgia Music Hall of Fame       | Whitney Houston                                     | Posthumous Award              | Vincitore/trice |
| ABC Greatest Women in Music      | Whitney Houston                                     | Rank No. 1                    | Vincitore/trice |

## 2014
| Awards show o evento                     | Nomination                                   | Categoria                  | Risultato       |
| ---------------------------------------- | -------------------------------------------- | -------------------------- | --------------- |
| New Jersey Hall of Fame                  | Whitney Houston                              | Inductee                   | Vincitore/trice |
| Vevo Certified Awards                    | "I Will Always Love You"                     | +100,000,000 views on Vevo | Vincitore/trice |
| Rhythm and Blues Music Hall of Fame      | Whitney Houston                              | Inductee                   | Vincitore/trice |
| The Official Charts Pop Gem Hall Of Fame | "I Wanna Dance with Somebody (Who Loves Me)" | Inductee No. 80            | Vincitore/trice |

## Billboard Music Awards
Whitney Houston vinse le categorie Top R&B Albums, Singles, e la Top R&B Artist dell'anno alla seconda cerimonia annuale 1991. La Houston vinse 11 award alla quarta edizione della cerimonia 1993 vincendo le categorie Top Albums, Singles e Soundtrack. Nel marzo 2012, piazzò due Billboard records, diventando la prima donna con tre album in cima alla Top 10 sui Billboard 200 e la prima donna con nove album nella Top 100 nella classifica Billboard 200.; Whitney Houston ricevette l'Onorificenza Billboard Millennium Award alla cerimonia degli 2012 Billboard Music Awards.
| Anno    | In candidatura                               | Categoria                                             | Risultato       |
| ------- | -------------------------------------------- | ----------------------------------------------------- | --------------- |
| 1985    | Whitney Houston                              | Top Black Artist of the Year                          | Candidato/a     |
| 1985    | Whitney Houston                              | New Pop Artist                                        | Vincitore/trice |
| 1985    | Whitney Houston                              | New Black Artist                                      | Vincitore/trice |
| 1985    | Whitney Houston                              | Top Pop Album Artist - Female                         | Candidato/a     |
| 1985    | Whitney Houston                              | Top Pop Singles Artist - Female                       | Candidato/a     |
| 1985    | Whitney Houston                              | Top Black Album                                       | Candidato/a     |
| 1985    | Whitney Houston                              | Top Black Album Artist                                | Candidato/a     |
| 1985    | Whitney Houston                              | Top Black Singles Artist                              | Candidato/a     |
| 1985    | "You Give Good Love"                         | Top Black Single                                      | Candidato/a     |
| 1985    | "Saving All My Love for You"                 | Top Black Single                                      | Candidato/a     |
| 1986    | Whitney Houston                              | Top Pop Artist of the Year                            | Vincitore/trice |
| 1986    | Whitney Houston                              | Top Black Artist of the Year                          | Candidato/a     |
| 1986    | Whitney Houston                              | Top Pop Album                                         | Vincitore/trice |
| 1986    | Whitney Houston                              | Top Pop Album Artist                                  | Vincitore/trice |
| 1986    | Whitney Houston                              | Top Pop Album Artist ― Female                         | Vincitore/trice |
| 1986    | Whitney Houston                              | Top Pop Singles Artist ― Female                       | Candidato/a     |
| 1986    | Whitney Houston                              | Top Black Album                                       | Vincitore/trice |
| 1986    | Whitney Houston                              | Top Black Album Artist                                | Vincitore/trice |
| 1986    | Whitney Houston                              | Top Adult Contemporary Artist                         | Candidato/a     |
| 1986    | The #1 Video Hits                            | Top Music Videocassette                               | Candidato/a     |
| 1986    | Whitney Houston                              | Top Pop Compact Disc                                  | Candidato/a     |
| 1987    | Whitney Houston                              | Top Pop Artist of the Year                            | Candidato/a     |
| 1987    | Whitney Houston                              | Top Pop Album Artist                                  | Candidato/a     |
| 1987    | Whitney Houston                              | Top Pop Singles Artist                                | Candidato/a     |
| 1987    | "I Wanna Dance with Somebody (Who Loves Me)" | Top Pop Single                                        | Candidato/a     |
| 1987    | Whitney Houston                              | Top Pop Album Artist ― Female                         | Vincitore/trice |
| 1987    | Whitney Houston                              | Top Pop Singles Artist ― Female                       | Candidato/a     |
| 1987    | "I Wanna Dance with Somebody (Who Loves Me)" | Top Hot Crossover Single                              | Candidato/a     |
| 1987    | Whitney Houston                              | Top Hot Crossover Artist                              | Candidato/a     |
| 1987    | Whitney Houston                              | Top Adult Contemporary Artist                         | Candidato/a     |
| 1988    | Whitney Houston                              | Top Black Artist of the Year                          | Candidato/a     |
| 1988    | Whitney Houston                              | Top Pop Singles Artist                                | Candidato/a     |
| 1988    | Whitney Houston                              | Top Pop Album Artist ― Female                         | Candidato/a     |
| 1988    | Whitney Houston                              | Top Pop Singles Artist ― Female                       | Vincitore/trice |
| 1988    | Whitney                                      | Top Black Album                                       | Candidato/a     |
| 1988    | Whitney Houston                              | Top Black Album Artist                                | Candidato/a     |
| 1988    | "So Emotional" (Remix)                       | Top Dance Club Play Single                            | Candidato/a     |
| 1988    | Whitney Houston                              | Top Dance Club Play Artist                            | Candidato/a     |
| 1988    | "Where Do Broken Hearts Go"                  | Top Adult Contemporary Single                         | Candidato/a     |
| 1988    | Whitney Houston                              | Top Adult Contemporary Artists                        | Candidato/a     |
| 1988    | Whitney Houston                              | Top Hot Crossover Artists                             | Candidato/a     |
| 1991    | Whitney Houston                              | Top Album Artists ― Female                            | Candidato/a     |
| 1991    | Whitney Houston                              | Top Pop Singles Artist                                | Candidato/a     |
| 1991    | Whitney Houston                              | Top Pop Singles Artist ― Female                       | Candidato/a     |
| 1991    | Whitney Houston                              | Top R&B Artist                                        | Vincitore/trice |
| 1991    | I'm Your Baby Tonight                        | Top R&B Album                                         | Vincitore/trice |
| 1991    | Whitney Houston                              | Top R&B Album Artist                                  | Vincitore/trice |
| 1991    | Whitney Houston                              | Top R&B Singles Artist                                | Vincitore/trice |
| 1991    | "All the Man That I Need"                    | Top Adult Contemporary Single                         | Candidato/a     |
| 1993[J] | Whitney Houston                              | ★Hot 100 Singles Artist                               | Vincitore/trice |
| 1993[J] | "I Will Always Love You"                     | ★Hot 100 Single                                       | Vincitore/trice |
| 1993[J] | Whitney Houston                              | ★Hot R&B Singles Artist                               | Vincitore/trice |
| 1993[J] | "I Will Always Love You"                     | ★Hot R&B Single                                       | Vincitore/trice |
| 1993[J] | The Bodyguard Soundtrack                     | ★Top Billboard 200 Album (Top Album of the Year)      | Vincitore/trice |
| 1993[J] | The Bodyguard Soundtrack                     | ★Top R&B Album                                        | Vincitore/trice |
| 1993[J] | The Bodyguard Soundtrack                     | ★Top Soundtrack Album                                 | Vincitore/trice |
| 1993[J] | The Bodyguard Soundtrack                     | ★Album Most Weeks at #1 for 20 weeks (Special Award)  | Vincitore/trice |
| 1993[J] | "I Will Always Love You"                     | ★Single Most Weeks at #1 for 14 weeks (Special Award) | Vincitore/trice |
| 1993[J] | Whitney Houston                              | ★#1 World Artist                                      | Vincitore/trice |
| 1993[J] | "I Will Always Love You"                     | ★#1 World Single                                      | Vincitore/trice |
| 1993[J] | Whitney Houston                              | Hot Adult Contemporary Artist                         | Candidato/a     |
| 1993[J] | Whitney Houston                              | Hot 100 Singles Artist ― Female (Whitney Houston)     | Vincitore/trice |
| 1993[J] | "I Will Always Love You"                     | Hot 100 Singles Sales                                 | Vincitore/trice |
| 1993[J] | "I Will Always Love You"                     | Hot R&B Singles Sales                                 | Vincitore/trice |
| 1996    | Waiting to Exhale Soundtrack                 | Soundtrack Album of the Year                          | Vincitore/trice |
| 1997    | The Preacher's Wife Soundtrack               | Top Gospel Album                                      | Vincitore/trice |
| 2012    | Whitney Houston                              | Billboard Millennium Award (Special Award)            | Vincitore/trice |

Note
Il simbolo ★ indica l'award che Whitney ricevette allo show, altri 4 award senza il simbolo ★ indicano i suoi extra #1-ranked-categories sulle classifiche di fine anno 1993 rivista Billboard.

## Grammy Awards
Whitney Houston ricevette 6 Grammy awards da 26 nomination e 2 Grammy Hall of Fame Award totalizzando 8 Grammy Awards. Si aggiudicò il suo primo Grammy, "Best Pop Vocal Performance, Female," alla 28ª cerimonia del 1986. Nel 1994, la Houston fu onorata con l'"Album dell'anno" and "Record dell'anno," rispettivamente per il The Bodyguard Original Soundtrack Album e per "I Will Always Love You". Alla 39ª cerimonia, fu candidata per "La migliore canzone scritta per un lungometraggio, televisione o altri media visivi" per "Count on Me", che fu la sua prima e ultima candidatura al Grammy come compositrice fino ad oggi. Nel 2000, la Houston ricevette l'Award per la "Migliore Performance femminile R&B" dopo essere stata candidata per la categoria sette volte dal suo esordio.
| Anno                               | Categoria                                                             | In candidatura                                                             | Risultato       |
| ---------------------------------- | --------------------------------------------------------------------- | -------------------------------------------------------------------------- | --------------- |
| 1986                               | Best Pop Vocal Performance, Female                                    | "Saving All My Love for You"                                               | Vincitore/trice |
| 1986                               | Album of the Year                                                     | Whitney Houston                                                            | Candidato/a     |
| 1986                               | Best R&B Vocal Performance, Female                                    | "You Give Good Love"                                                       | Candidato/a     |
| 1987                               | Record of the Year                                                    | "Greatest Love of All"                                                     | Candidato/a     |
| 1988                               | Best Pop Vocal Performance, Female                                    | "I Wanna Dance with Somebody (Who Loves Me)"                               | Vincitore/trice |
| 1988                               | Album of the Year                                                     | Whitney                                                                    | Candidato/a     |
| 1988                               | Best R&B Vocal Performance, Female                                    | "For the Love of You"                                                      | Candidato/a     |
| 1989                               | Best Pop Vocal Performance, Female                                    | "One Moment in Time"                                                       | Candidato/a     |
| 1990                               | Best R&B Performance by a Duo or Group with Vocal                     | "It Isn't, It Wasn't, It Ain't Never Gonna Be" (duet with Aretha Franklin) | Candidato/a     |
| 1991                               | Best Pop Vocal Performance, Female                                    | "I'm Your Baby Tonight"                                                    | Candidato/a     |
| 1992                               | Best Pop Vocal Performance, Female                                    | "All the Man That I Need"                                                  | Candidato/a     |
| 1993                               | Best R&B Vocal Performance, Female                                    | "I Belong to You"                                                          | Candidato/a     |
| 1994                               |                                                                       |                                                                            |                 |
| Record of the Year                 | "I Will Always Love You"                                              | Vincitore/trice                                                            |                 |
| Album of the Year                  | "The Bodyguard: Original Soundtrack Album"                            | Vincitore/trice                                                            |                 |
| Best Pop Vocal Performance, Female | "I Will Always Love You"                                              | Vincitore/trice                                                            |                 |
| Best R&B Vocal Performance, Female | "I'm Every Woman"                                                     | Candidato/a                                                                |                 |
| 1997                               | Album of the Year                                                     | Waiting to Exhale Original Soundtrack Album                                | Candidato/a     |
| 1997                               | Best Pop Collaboration with Vocals                                    | "Count on Me" (duet with CeCe Winans)                                      | Candidato/a     |
| 1997                               | Best Female R&B Vocal Performance                                     | "Exhale (Shoop Shoop)"                                                     | Candidato/a     |
| 1997                               | Best Song Written Specifically for a Motion Picture or for Television | "Count on Me" (written by Babyface, Michael Houston and Whitney Houston)   | Candidato/a     |
| 1998                               | Best Female R&B Vocal Performance                                     | "I Believe in You And Me"                                                  | Candidato/a     |
| 1998                               | Best R&B Album                                                        | The Preacher's Wife Soundtrack Album                                       | Candidato/a     |
| 2000                               | Best Female R&B Vocal Performance                                     | "It's Not Right But It's Okay"                                             | Vincitore/trice |
| 2000                               | Best R&B Performance by a Duo or Group with Vocal                     | "Heartbreak Hotel" (featuring Faith Evans & Kelly Price)                   | Candidato/a     |
| 2000                               | Best R&B Album                                                        | My Love Is Your Love                                                       | Candidato/a     |
| 2000                               | Best Pop Collaboration With Vocals                                    | "When You Believe" (duet with Mariah Carey)                                | Candidato/a     |
| 2013                               | Grammy Hall of Fame (Special Award)                                   | Whitney Houston                                                            | Vincitore/trice |
| 2018                               | Grammy Hall of Fame (Special Award)                                   | I Will Always Love You                                                     | Vincitore/trice |

## Guinness World Records
| Anno | Nomination      | Categoria                                                                                   | Risultato       |
| ---- | --------------- | ------------------------------------------------------------------------------------------- | --------------- |
| 2006 | Whitney Houston | La Prima Artista Femminile a debuttare alla numero 1 al Billboard 200 e all' UK album chart | Vincitore/trice |
| 2006 | Whitney Houston | Il numero più alto di Singoli consecutivi alla numero 1 in classifica (7 singoli)           | Vincitore/trice |
| 2006 | Whitney Houston | La Migliore vendita di Tutti i Tempi per un album di Artista Femminile                      | Vincitore/trice |
| 2006 | Whitney Houston | La Migliore vendita di Tutti i Tempi di un singolo di Artista Femminile                     | Vincitore/trice |
| 2006 | Whitney Houston | L'Artista Femminile più premiata e famosa di Tutti i Tempi                                  | Vincitore/trice |
| 2012 | Whitney Houston | Il più alto numero di singoli presenti contemporaneamente nel Regno Unito                   | Vincitore/trice |

## American Music Awards
Durante la sua carriera, Whitney Houston è stata candidata 38 volte e vinto 22 award compresi i due special awards ― Award per il Merito e l'Award per Artista Internazionale. Whitney detiene il record per il maggior numero di vincite agli AMA per un'Artsita femminile e, insieme a Michael Jackson, il maggior numero di AMA vinti in un anno con 8 award. Di seguito si trova la lista delle vincite e delle candidature agli American Music Awards ottenuti fin dal suo esordio.
| Anno | Categoria                                 | In candidatura                                | Risultato                                 |
| ---- | ----------------------------------------- | --------------------------------------------- | ----------------------------------------- |
| 1986 | Favorite Pop/Rock Female Artist           | Whitney Houston                               | Candidato/a                               |
| 1986 | Favorite Soul/R&B Single                  | "You Give Good Love"                          | Vincitore/trice                           |
| 1986 | Favorite Soul/R&B Album                   | Whitney Houston                               | Candidato/a                               |
| 1986 | Favorite Soul/R&B Female Artist           | Whitney Houston                               | Candidato/a                               |
| 1986 | Favorite Soul/R&B Video                   | "Saving All My Love For You"                  | Vincitore/trice                           |
| 1986 | Favorite Soul/R&B Video Artist            | Whitney Houston                               | Candidato/a                               |
| 1987 | Favorite Pop/Rock Album                   | Whitney Houston                               | Vincitore/trice                           |
| 1987 | Favorite Pop/Rock Female Artist           | Whitney Houston                               | Vincitore/trice                           |
| 1987 | Favorite Pop/Rock Female Video Artist     | Whitney Houston                               | Candidato/a                               |
| 1987 | Favorite Soul/R&B Album                   | Whitney Houston                               | Vincitore/trice                           |
| 1987 | Favorite Soul/R&B Female Artist           | Whitney Houston                               | Vincitore/trice                           |
| 1987 | Favorite Soul/R&B Video                   | "Greatest Love of All"                        | Vincitore/trice                           |
| 1987 | Favorite Soul/R&B Female Video Artist     | Whitney Houston                               | Candidato/a                               |
| 1988 | Favorite Pop/Rock Single                  | "I Wanna Dance With Somebody (Who Loves Me)"  | Vincitore/trice                           |
| 1988 | Favorite Pop/Rock Female Artist           | Whitney Houston                               | Vincitore/trice                           |
| 1988 | Favorite Soul/R&B Female Artist           | Whitney Houston                               | Candidato/a                               |
| 1989 | Favorite Pop/Rock Female Artist           | Whitney Houston                               | Vincitore/trice                           |
| 1989 | Favorite Soul/R&B Female Artist           | Whitney Houston                               | Vincitore/trice                           |
| 1992 | Favorite Pop/Rock Female Artist           | Whitney Houston                               | Candidato/a                               |
| 1992 | Favorite Soul/R&B Album                   | I'm Your Baby Tonight                         | Candidato/a                               |
| 1992 | Favorite Soul/R&B Female Artist           | Whitney Houston                               | Candidato/a                               |
| 1992 | Favorite Adult Contemporary Album         | I'm Your Baby Tonight                         | Candidato/a                               |
| 1992 | Favorite Adult Contemporary Artist        | Whitney Houston                               | Candidato/a                               |
| 1994 | Favorite Pop/Rock Single                  | "I Will Always Love You"                      | Vincitore/trice                           |
| 1994 | Favorite Pop/Rock Album                   | The Bodyguard Original Soundtrack Album       | Vincitore/trice                           |
| 1994 | Favorite Pop/Rock Female Artist           | Whitney Houston                               | Vincitore/trice                           |
| 1994 | Favorite Soul/R&B Single                  | "I Will Always Love You"                      | Vincitore/trice                           |
| 1994 | Favorite Soul/R&B Album                   | The Bodyguard Original Soundtrack Album       | Vincitore/trice                           |
| 1994 | Favorite Soul/R&B Female Artist           | Whitney Houston                               | Vincitore/trice                           |
| 1994 | Favorite Adult Contemporary Album         | The Bodyguard Original Soundtrack Album       | Vincitore/trice                           |
| 1994 | Favorite Adult Contemporary Artist        | Whitney Houston                               | Candidato/a                               |
| 1994 | Special Award: Award of Merit             |                                               |                                           |
| 1997 | Favorite Adult Contemporary Artist        | Whitney Houston                               | Vincitore/trice                           |
| 1997 | Favorite Soundtrack                       | Waiting to Exhale Original Soundtrack Album   | Vincitore/trice                           |
| 1998 | Favorite Soundtrack                       | The Preacher's Wife Original Soundtrack Album | Candidato/a                               |
| 2000 | Favorite Pop/Rock Female Artist           | Whitney Houston                               | Candidato/a                               |
| 2000 | Favorite Soul/R&B Album                   | My Love Is Your Love                          | Candidato/a                               |
| 2000 | Favorite Soul/R&B Female Artist           | Whitney Houston                               | Candidato/a                               |
| 2001 | Favorite Soul/R&B Female Artist           | Whitney Houston                               | Candidato/a                               |
| 2009 | Special Award: International Artist Award | Special Award: International Artist Award     | Special Award: International Artist Award |